# Chapelle Notre-Dame-de-Bon-Secours de Montréal
Pour les articles homonymes, voir Notre-Dame-de-Bon-Secours et Chapelle Notre-Dame.
La chapelle Notre-Dame-de-Bon-Secours est une église de pèlerinage de Montréal, fondée par Marguerite Bourgeoys en 1655.  Elle est située sur la rue Saint-Paul, à l'intersection de la rue de Bonsecours, dans le Vieux-Montréal. La construction en pierre de 1773 en fait la plus ancienne église dans l'île de Montréal après celle de La Visitation-du-Sault-au-Récollet qui date de 1749.

## Histoire
La chapelle Notre-Dame-de-Bon-Secours fut mise en chantier en 1655 à l’instigation de Marguerite Bourgeoys, première éducatrice de Ville-Marie et fondatrice de la Congrégation de Notre-Dame. Elle permettait aux habitants de venir en pèlerinage, au lieu de se rendre jusqu'à la croix, qui se situait beaucoup plus loin. Les habitants avaient ainsi moins peur de se faire attaquer par les Iroquois. Les marins viennent également rendre hommage à la Vierge pour avoir survécu à des naufrages.
D'abord construite en bois et reconstruite en pierre en 1678, elle fut détruite par le feu en 1754. Reconstruite en 1771 ; son apparence actuelle date de la fin du XIXe siècle, notamment en raison des travaux entrepris entre 1885 et 1892 avec l'ajout d'un décor de type néoclassique sur la façade nord et d'un campanile avec statuaire sur le côté sud.  

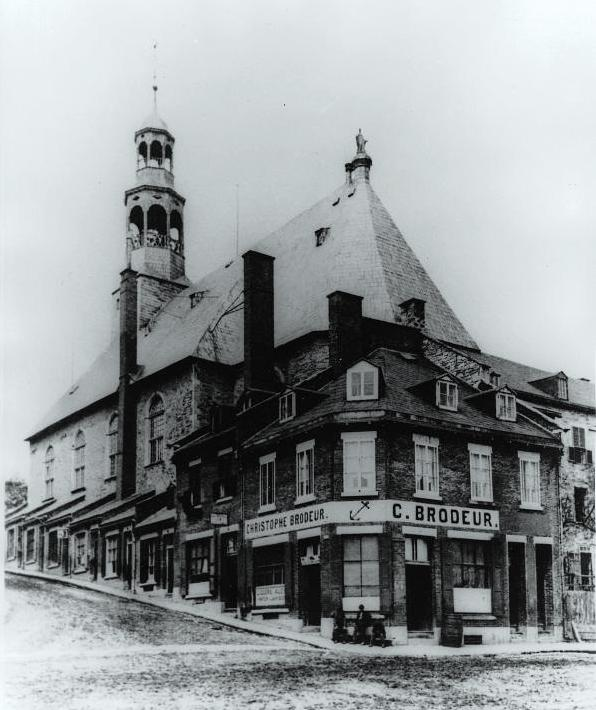
vers 1878
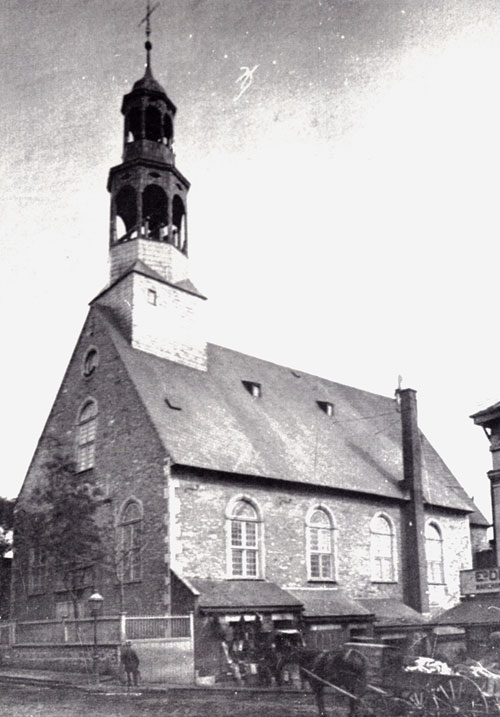
vers 1880
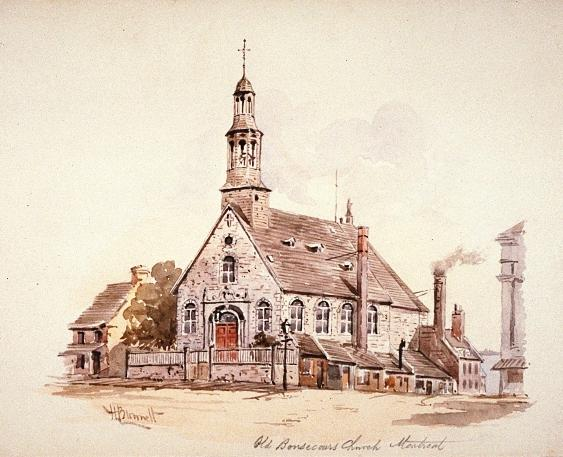
1889
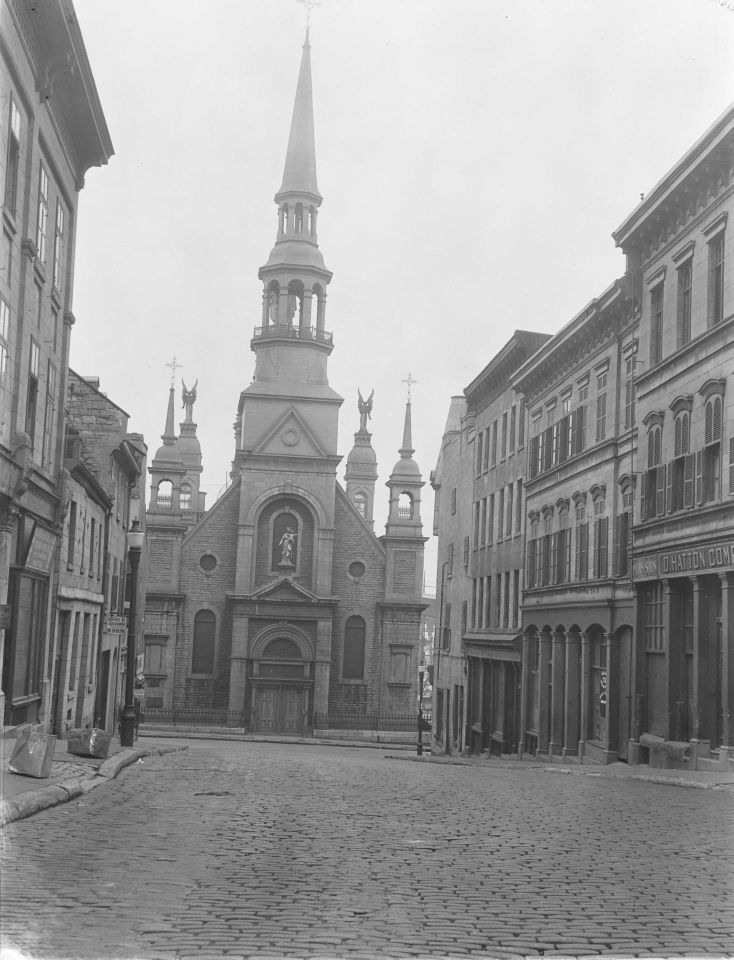
1938

Relié à la chapelle, le Musée Marguerite-Bourgeoys, un musée d'histoire et d'archéologie de Montréal inauguré le 25 mai 1998, met entre autres en valeur les artefacts retrouvés sur le site. Ceux-ci proviennent de campements amérindiens millénaires, des fondations de la première chapelle et des empreintes des pieux de la palissade en bois qui ceinturait la ville avant qu'elle ait des fortifications de pierre.
Les restes de sainte Marguerite Bourgeoys ont été transportés à la chapelle le 24 avril 2005, de la maison mère de la congrégation dont elle fut aussi la fondatrice, la Congrégation de Notre-Dame. Ceux de la recluse Jeanne Le Ber ont également été transportés dans la chapelle.
Le 10 novembre 2014, la chapelle a été classée immeuble patrimonial par le ministère de la Culture et des Communications. Le ministère a aussi classé trois objets associé à la chapelle (la statuette de la Vierge à l’Enfant, la statue de Notre-Dame de Bon Secours et le Vrai portrait de Marguerite Bourgeoys) ainsi que le site archéologique de la chapelle.

### Intérieur
Le sanctuaire et les murs sont faits de marbre blanc avec des incrustations d'or. Le plafond, orné par les huit scènes peintes par François-Édouard Meloche entre 1886 et 1891, illustre la vie de la Vierge. En 1908, la voûte a été redécorée par l'artiste Delphis-Adolphe Beaulieu par un procédé de marouflage, une technique qui permet de conserver de manière presque intacte le décor d'origine.  Les fresques de Meloche ont d'ailleurs été remises en valeur en 1998.

### Statues de la Vierge
Une statuette de la Vierge en bois, datant du XVIe siècle et apportée de France par Marguerite Bourgeoys, devint l’objet d’une véritable vénération en sortant indemne de l’incendie de la chapelle en 1754. 
À l'arrière de l'édifice, une statue en cuivre repoussé sur bois de la Vierge Marie domine la Chapelle et le port. Elle a été réalisée par Philippe Laperle en cuivre repoussé sur bois. On surnomme aussi cette statue L'Étoile de la mer, car elle est couronnée d'une auréole étoilée et elle rappelle la prière ancienne Ave Maris Stella. Elle a les bras grands ouverts afin d'accueillir les marins. Une statue dorée de la Vierge Marie portant l’Enfant Jésus est également installée à l'entrée, au-dessus du portail.

### Ex-voto
Des navires ex-voto, suspendus à la voûte, témoignent de la reconnaissance des marins envers la Vierge protectrice. Le premier navire date de 1872, lorsque des zouaves pontificaux accrochent un bateau miniature en argent, en guise de reconnaissance après avoir échappé à un naufrage. Un tableau ex-voto commémoratif, Le typhus, peint vers 1849 par Théophile Hamel, orne également la chapelle.

### Vestiges
Le site de la chapelle recèle d'importants vestiges, tels des restes de campement préhistoriques, de la première chapelle en pierre construite en 1675, de la palissade de 1709 et des probables sépultures de neuf hospitalières de Saint-Joseph.

## Galerie
|              |  |  |
| 1886 et 2011 |  |  |

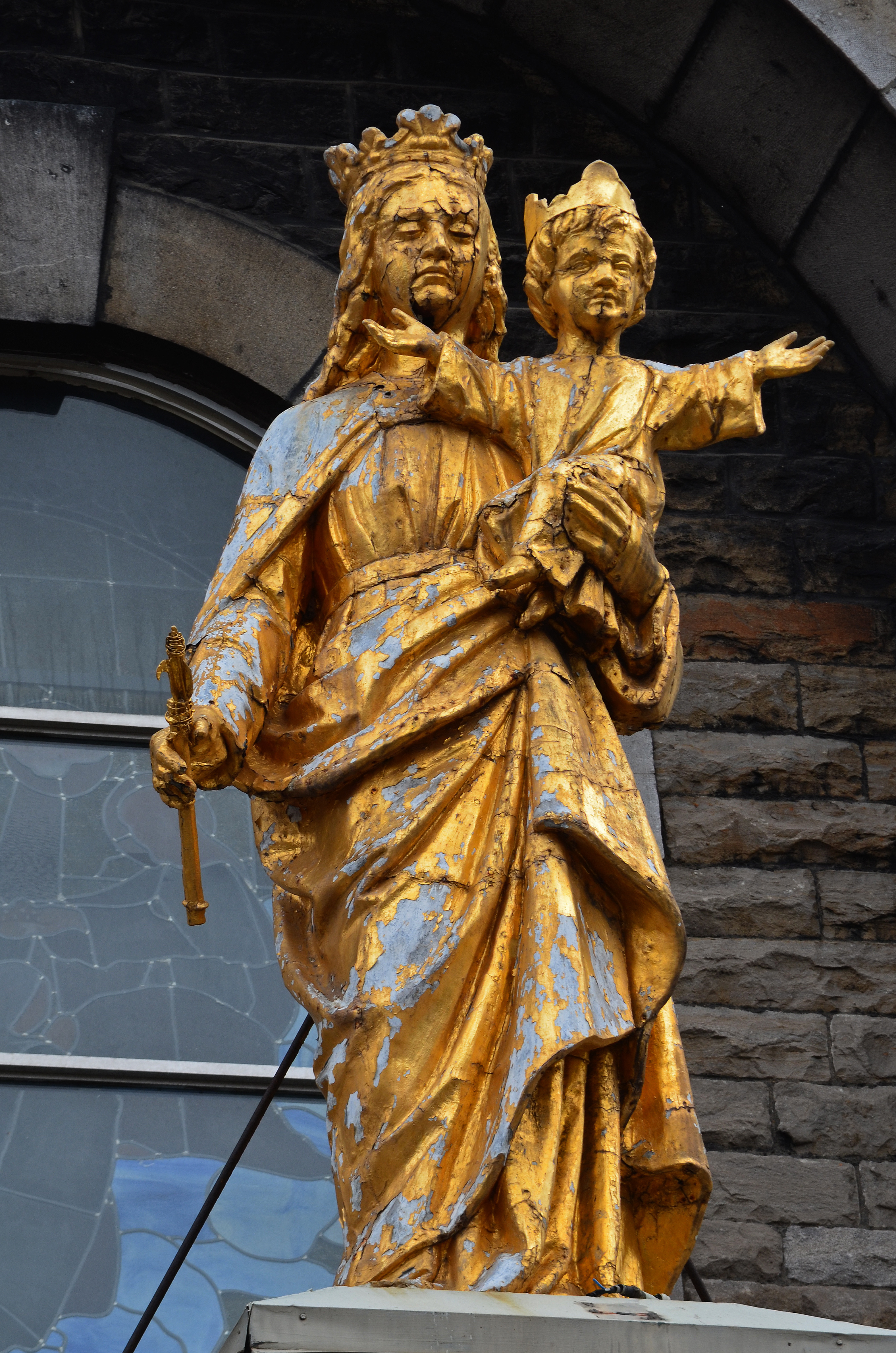
Statuette de la Vierge
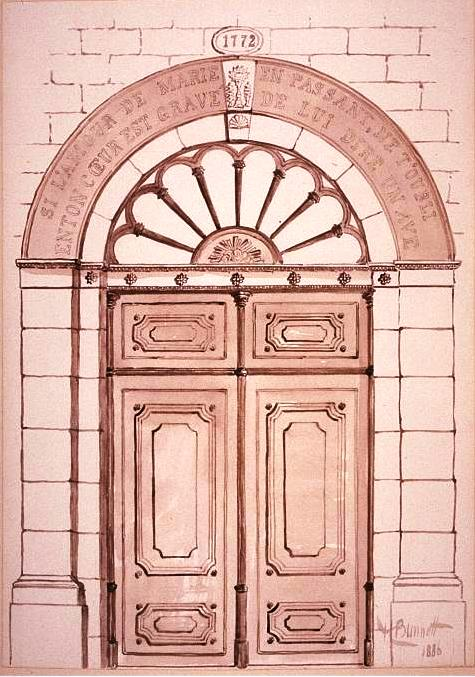
Porte principale
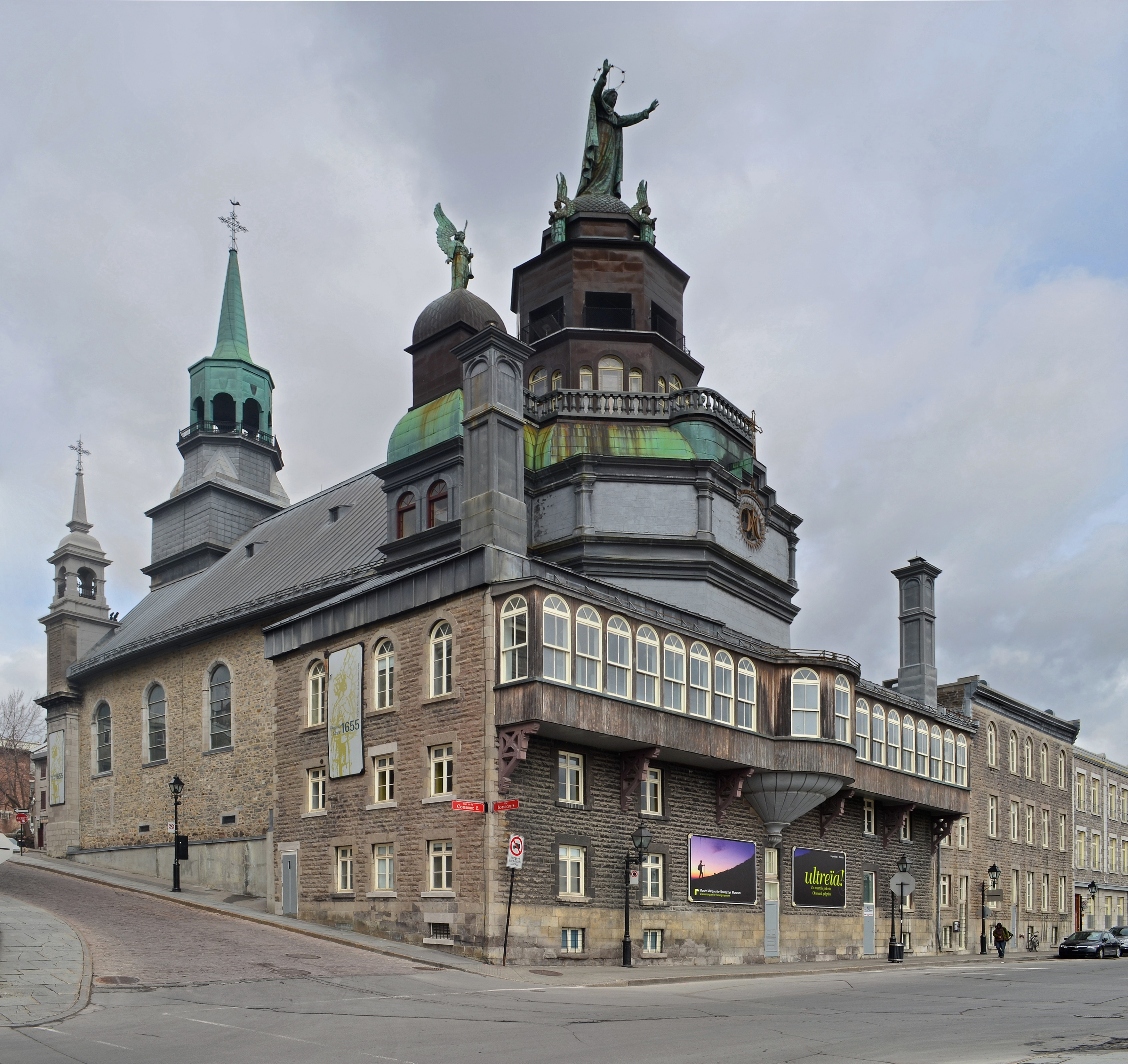
Vue extérieure de la chapelle, côté Vieux-Port
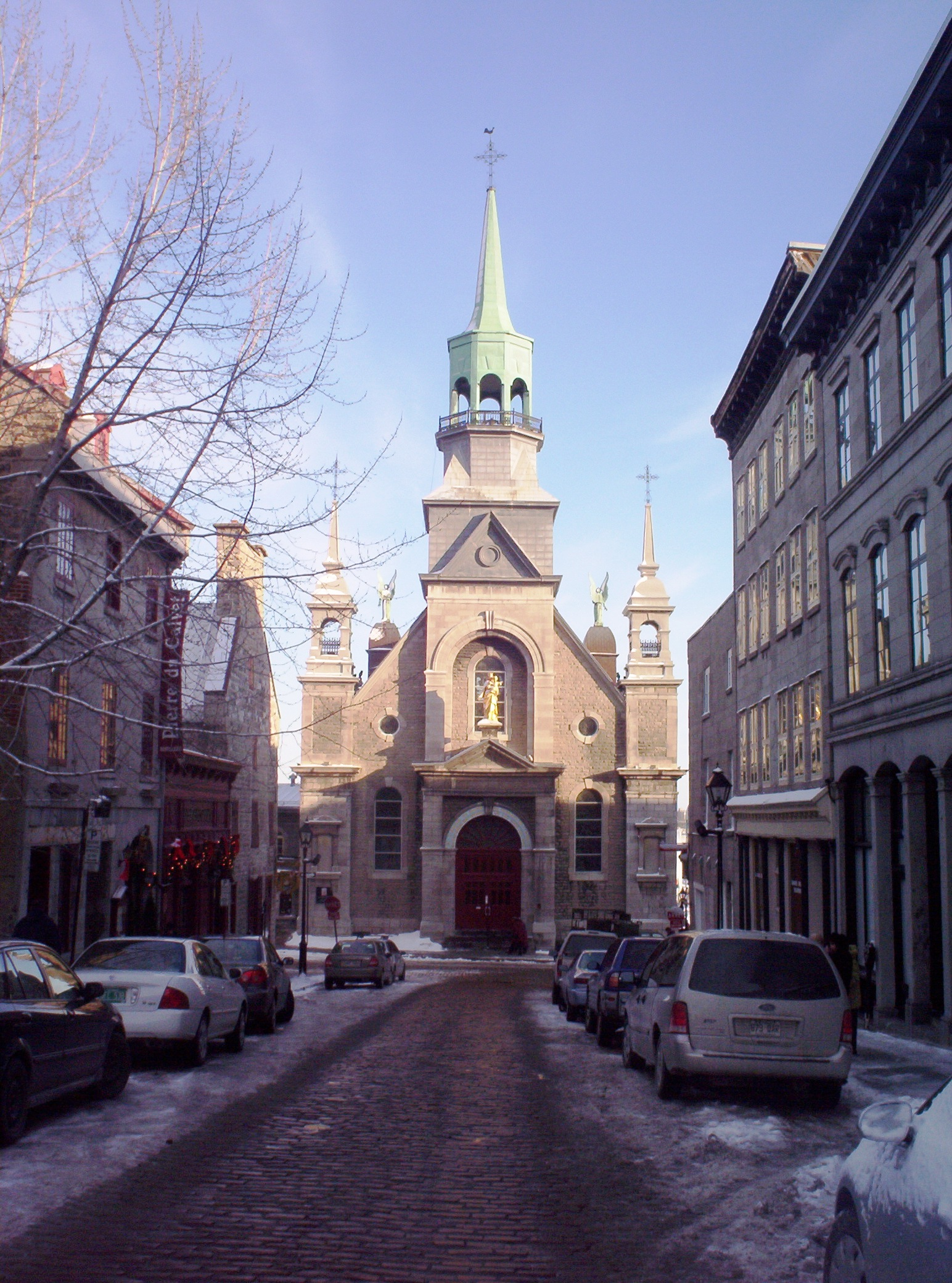
Vue extérieure de la chapelle
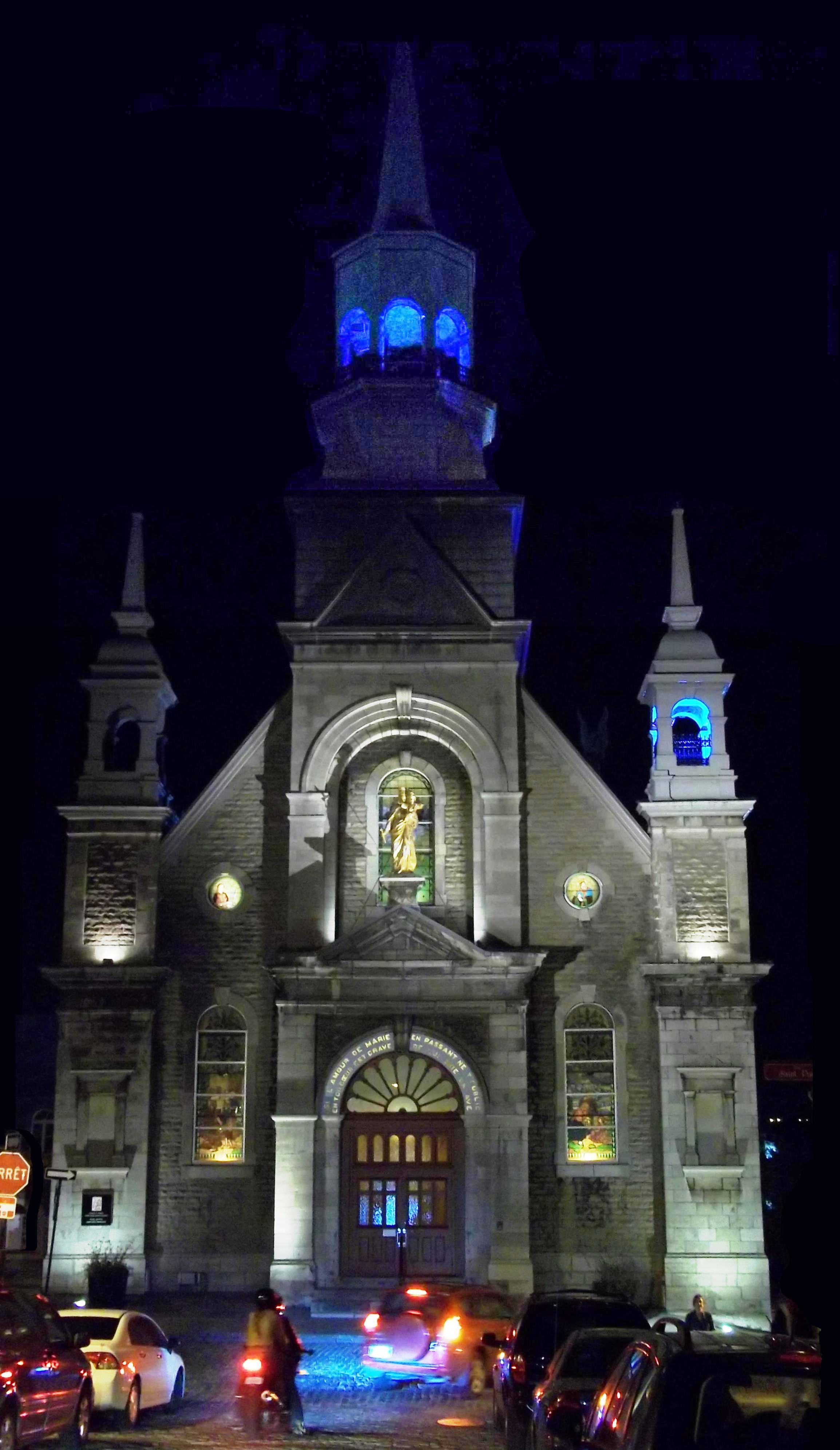
Vue extérieure de nuit

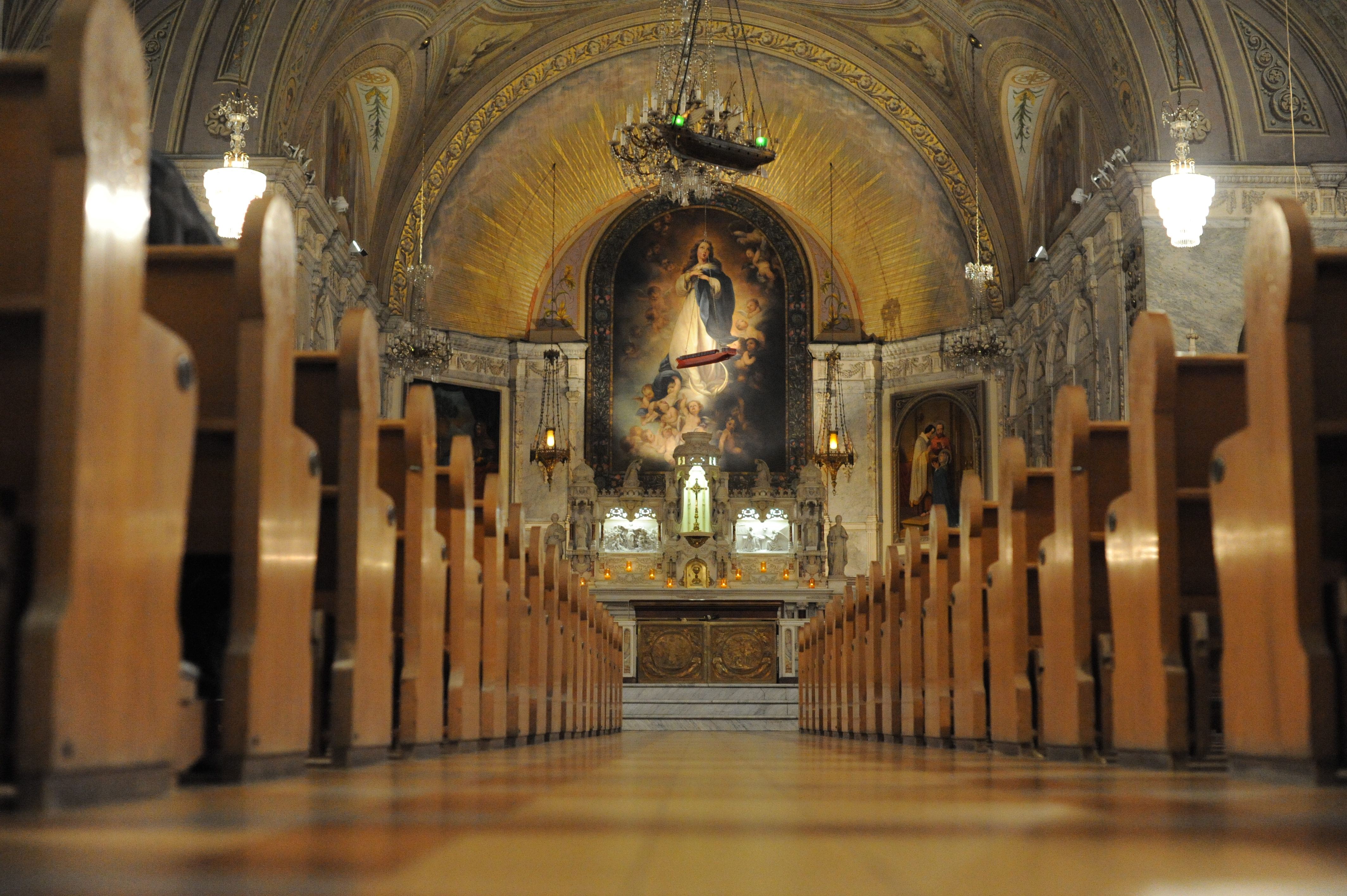
Vue de l'intérieur
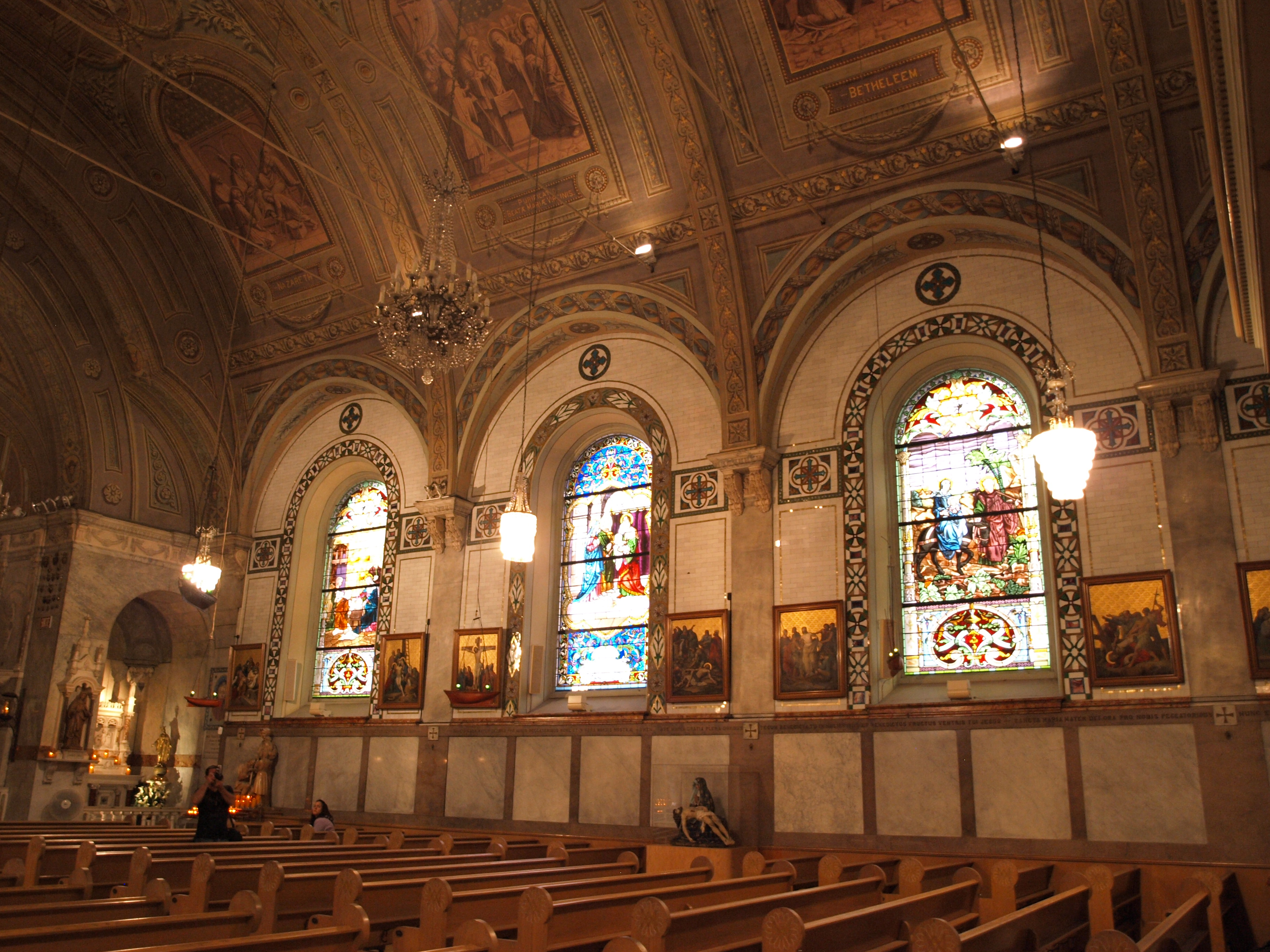
Vue de l'intérieur
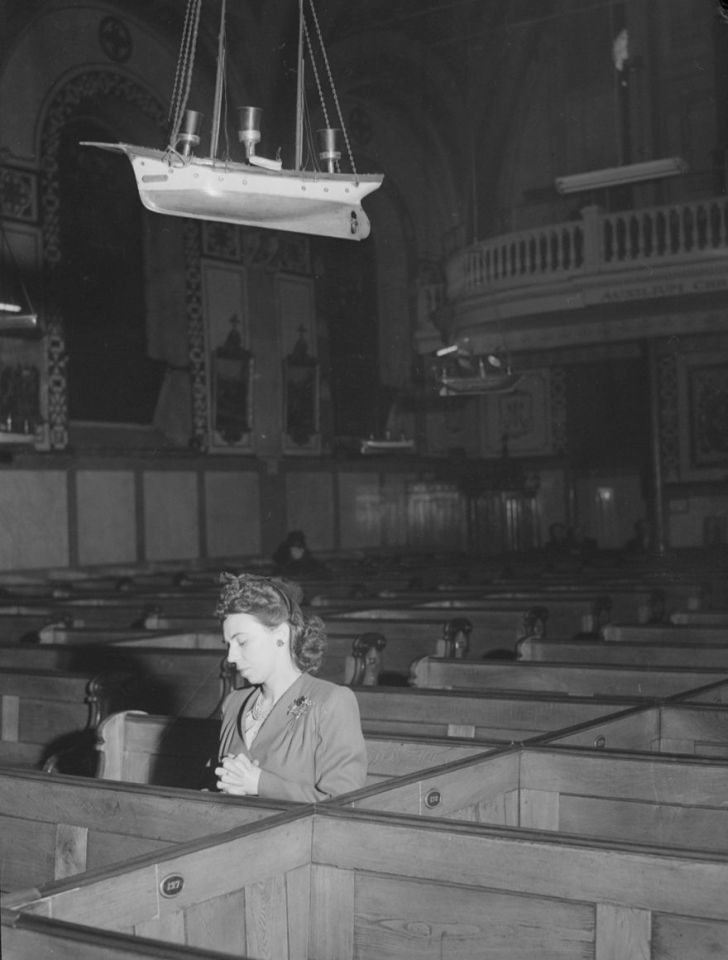
Scène de prière, mai 1946
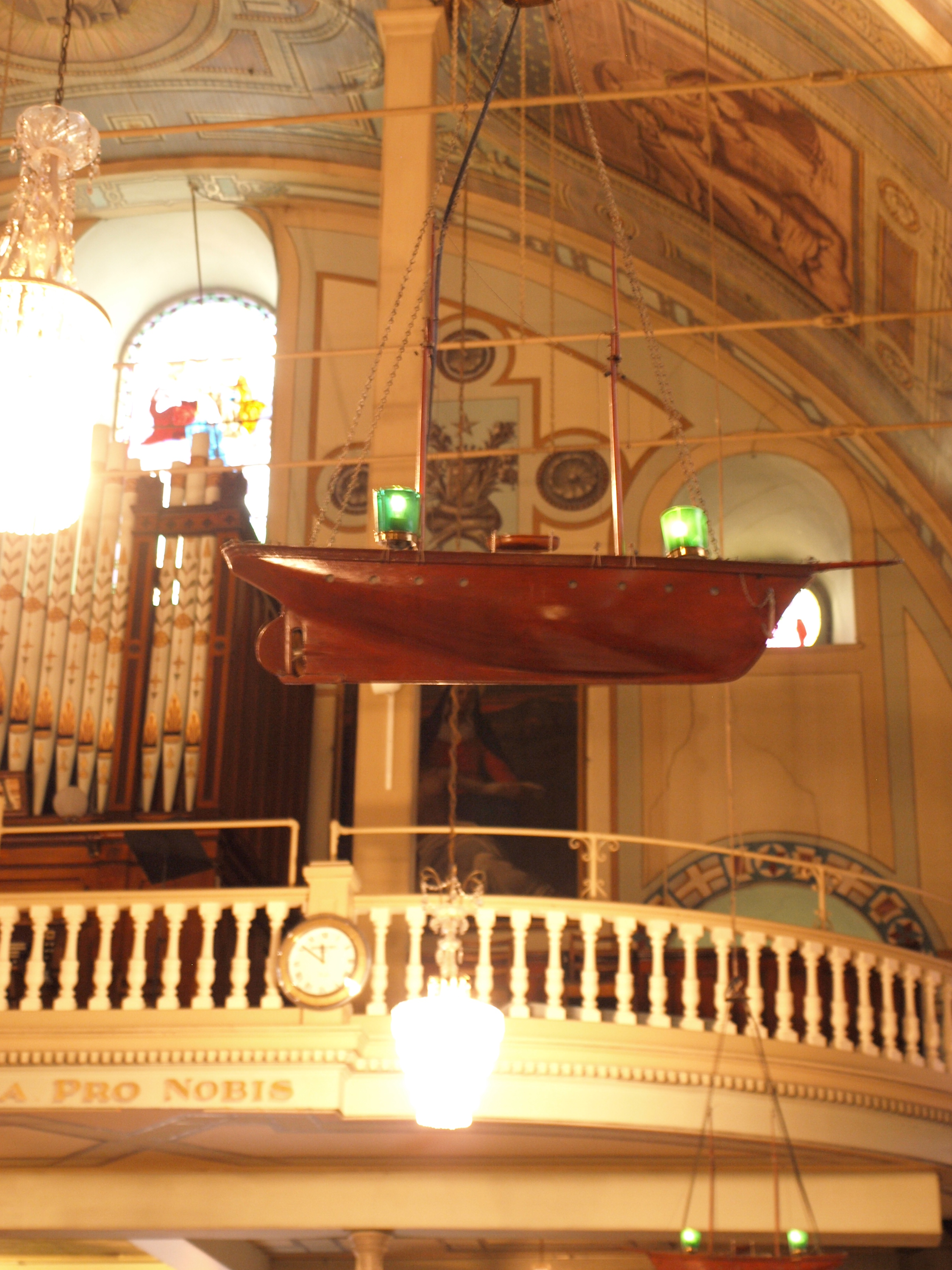
Navire ex-voto